# Зарапин, Геннадий Васильевич
Геннадий Васильевич Зарапин — первый секретарь Калужского обкома КПСС в 1991 году, последний советский глава Калужской области.

## Политическая карьера
17 августа[уточнить] 1991 года Валерий  Сударенков сложил с себя полномочия первого секретаря Калужского обкома КПСС. В тот же день состоялись выборы. В споре двоих кандидатов победил Геннадий Зарапин, ранее занимавший пост второго секретаря обкома, который разгромил Геннадия  Скляра  (68:29), несмотря на то, что кандидатура Скляра была поддержана самим Сударенковым.
18 августа 1991 года началось  ГКЧП. На следующий день Зарапин приступил к своим обязанностям. 23 августа 1991 года деятельность КП РСФСР (КПСС) приостановлена, а 6 ноября того же года запрещена.
В 2000-е годы Геннадий Зарапин возглавлял Калужский региональный филиал Россельхозбанка.